# Chav

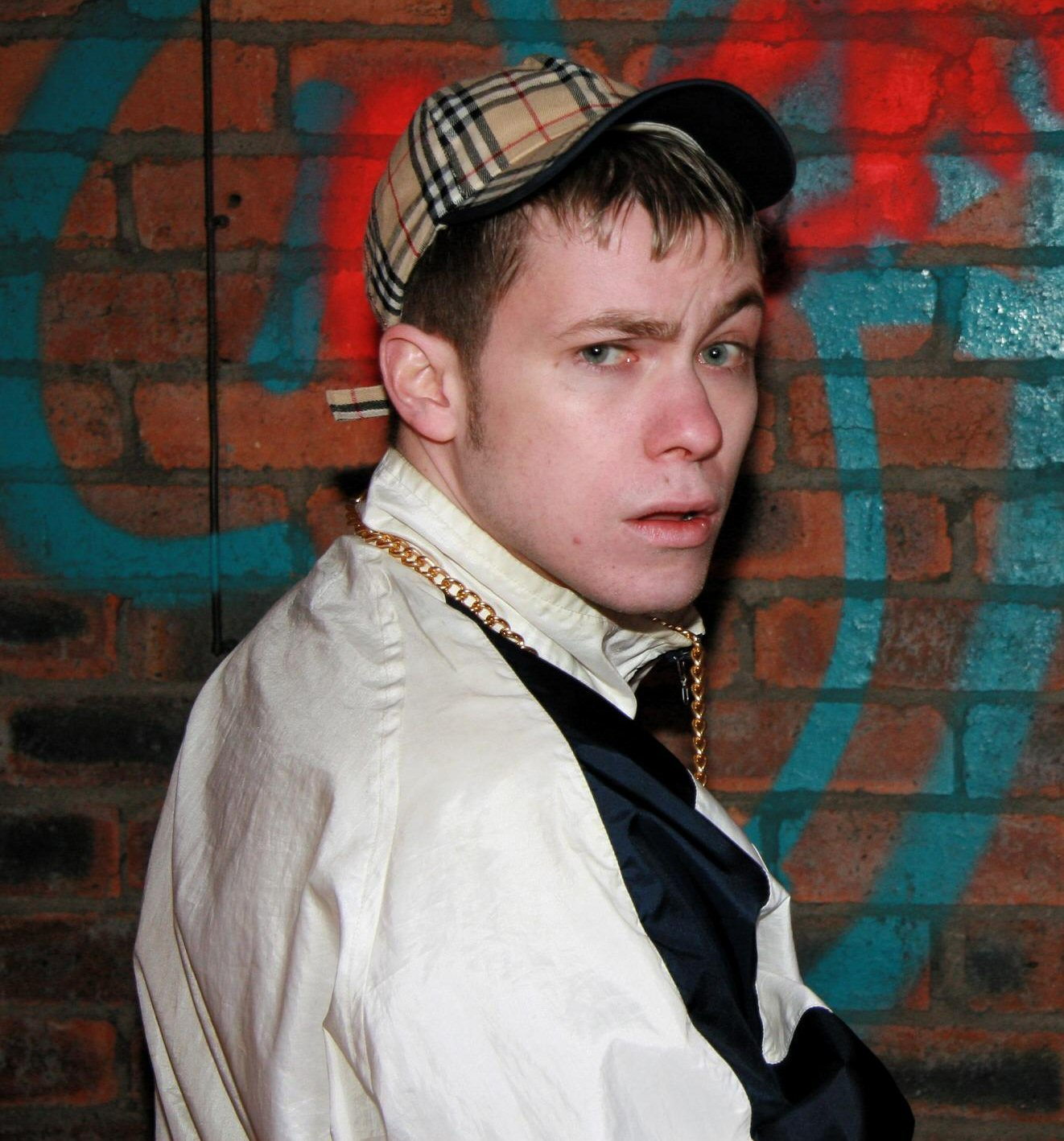
Le comédien glaswégien Neil Bratchpiece habillé en "Wee Man", un Chav.

Chav est un terme stéréotypique, utilisé au Royaume-Uni pour désigner un certain type de jeunes issu des milieux populaires et défavorisés. Courant de mode et sous-culture, il se caractérise par une tenue vestimentaire stéréotypée composée de vêtements de sport de marque Nike, Adidas, Puma, Umbro, Eckō Unlimited, Carbrini Sportswear (en) et Kappa, ainsi que du port d'une casquette de marque Burberry. Ils utilisent également l'argot. Ce terme, péjoratif, a été popularisé par les médias britanniques depuis la fin du XXe siècle pour caractériser une sous-culture marginale.
L'une des caractéristiques de ce courant est également la customisation de voitures, généralement des modèles Vauxhall Nova, Vauxhall Cavalier, Ford Sierra, Ford Escort ou encore Austin Metro.